# Логачов Віктор Степанович
Віктор Степанович Логачов (нар. 1 серпня 1941 року) — російський радянський письменник з України. 

## Життєпис
Віктор Логачов народився 1 серпня 1941 року на хуторі Карла Маркса Новотиторівського району (нині Дінський район) на Кубані.

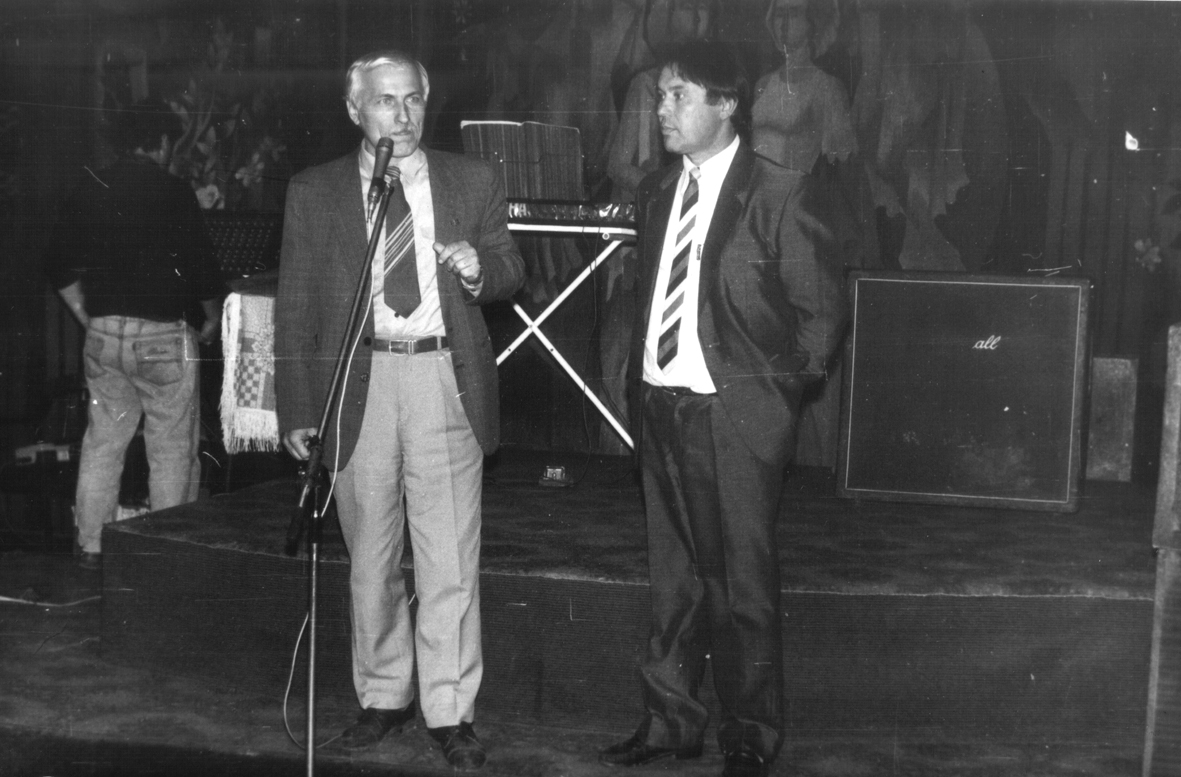
Логачов В. С. та Білецький В. С. на презентації журналу Донбас.

Освіта вища, закінчив редакторський факультет Московського поліграфічного інституту. У 1960 році по комсомольській путівці приїхав в м. Жданов (Маріуполь) на будівництво тонколистового стану «1700» металургійного заводу ім. Ілліча. Працював різноробом, бетонником. Незабаром працевлаштовується слюсарем у ТЕЦ заводу. Там же освоює професію електрозварника.
У 1962 році поступає на денне відділення Волгоградського суднобудівного технікуму. Проходив службу у Радянській Армії на Далекому Сході, Північна група військ в Польщі, забезпечує роботу вертолітної радіотехніки. Захоплюється журналістикою.
Демобілізувавшись, в Жданові влаштовується на роботу в міську газету кореспондентом. Згодом друкується в газетах «Комсомолець Донбасса» і «Соціалістичний Донбас». По закінченні інституту в 1976 році запрошений у видавництво «Донбас» на посаду редактора художньої літератури. Там же працював завідувачем редакції художньої літератури.
Тепер — головний редактор часопису «Донбас».

## Членство в організаціях
Член Національної спілки письменників України з 1979 р. Секретар правління Донецького обласного відділення НСПУ.